# Melville Cooper
George Melville Cooper (* 15. Oktober 1896 in Birmingham; † 29. März 1973 in Woodland Hills, Los Angeles) war ein britischer Theater- und Filmschauspieler.

## Leben
Nach dem Besuch verschiedener Schulen, darunter die King Edward’s School, gab Cooper mit 18 Jahren sein Theaterdebüt in Stratford-upon-Avon. Seine Schauspielkarriere wurde jedoch zunächst vom Ersten Weltkrieg unterbrochen. Als Leutnant im schottischen Regiment Seaforth Highlanders wurde er an der Westfront verletzt und von den Deutschen als Kriegsgefangener inhaftiert. Nach dem Krieg trat Cooper wieder auf der Bühne auf und spielte ab 1930 auch in britischen Filmen mit.
Vier Jahre später zog er in die Vereinigten Staaten und drehte 1935 seinen ersten Hollywood-Film. Fortan war Cooper in einer Reihe von Nebenrollen zu sehen, wobei er vor allem auf versnobte oder trottelige Figuren festgelegt war. So war er etwa als eher komischer denn gefährlicher Sheriff von Nottingham in dem Abenteuerklassiker Robin Hood – König der Vagabunden (1938) neben Errol Flynn und Olivia de Havilland zu sehen, als katzbuckelnder Mr. Collins in der Jane-Austen-Verfilmung Stolz und Vorurteil (1940) mit Greer Garson und Laurence Olivier oder als übereifriger Hochzeitsplaner in Vincente Minnellis Vater der Braut (1950) an der Seite von Spencer Tracy und Elizabeth Taylor. Während der 1950er Jahre trat Cooper auch häufig im US-amerikanischen Fernsehen auf, so unter anderem in drei Folgen der Fernsehreihe Alfred Hitchcock präsentiert (1957). In den 1960ern kehrte er zur Bühne zurück, wo er in Aufführungen von My Fair Lady, Oscar Wildes The Importance of Being Earnest oder Charleys Tante zu sehen war.
Cooper war insgesamt dreimal verheiratet. Seine erste Ehe mit der englischen Schauspielerin Rita Page, mit der er eine Tochter hatte, hielt bis zu Pages Tod im Jahr 1954. Von seiner zweiten Frau Gladys Grice ließ er sich scheiden; mit Elizabeth Sutherland war er bis zu seinem Tod verheiratet. Cooper starb 1973 im Alter von 76 Jahren im Motion Picture Country House and Hospital in Los Angeles an Krebs. Er wurde im Pierce Brothers Valhalla Memorial Park beigesetzt.

## Filmografie (Auswahl)
- 1934: Das Privatleben des Don Juan (The Private Life of Don Juan)
- 1934: Die scharlachrote Blume (The Scarlet Pimpernel)
- 1935: Spione küßt man nicht (Rendezvous)
- 1936: The Gorgeous Hussy
- 1937: The Last of Mrs. Cheyney
- 1937: Thin Ice
- 1937: The Great Garrick
- 1937: Tovarich
- 1938: Robin Hood – König der Vagabunden (The Adventures of Robin Hood)
- 1938: Liebe zu viert (Four’s a Crowd)
- 1938: Im Garten des Mondes (Garden of the Moon)
- 1938: Hard to Get
- 1938: Comet Over Broadway
- 1938: Dramatic School
- 1938: The Dawn Patrol
- 1940: Ein Ehemann zuviel (Too Many Husbands)
- 1940: Rebecca
- 1940: Stolz und Vorurteil (Pride and Prejudice)
- 1940: Charlie Chan: Mord über New York (Murder Over New York)
- 1941: Die Falschspielerin (The Lady Eve)
- 1941: Scotland Yard
- 1941: Die Abenteurerin (The Flame of New Orleans)
- 1941: Du gehörst zu mir (You Belong to Me)
- 1942: This Above All
- 1942: Life Begins at Eight-Thirty
- 1942: Gefundene Jahre (Random Harvest)
- 1943: Immortal Sergeant
- 1943: Hit Parade of 1943
- 1943: Holy Matrimony
- 1943: My Kingdom for a Cook
- 1946: Heartbeat
- 1946: 13 Rue Madeleine
- 1947: The Imperfect Lady
- 1948: Betrogene Jugend (Enchantment)
- 1949: Schicksal in Wien (The Red Danube)
- 1949: Die Marx Brothers im Theater (Love Happy)
- 1949: Zwei Männer und drei Babies (And Baby Makes Three)
- 1950: Vater der Braut (Father of the Bride)
- 1950: Der Gangsterboß von Rocket City (The Underworld Story)
- 1950: Das skandalöse Mädchen (The Petty Girl)
- 1950: Tanzen ist unser Leben – Let’s Dance (Let’s Dance)
- 1954: Die unglaubliche Geschichte der Gladys Glover (It Should Happen to You)
- 1955: Das Schloß im Schatten (Moonfleet)
- 1955: Des Königs Dieb (The King’s Thief)
- 1956: Diane – Kurtisane von Frankreich (Diane)
- 1956: In 80 Tagen um die Welt (Around the World in Eighty Days)
- 1956: Na, na, Fräulein Mutti! (Bundle of Joy)
- 1957: The Story of Mankind
- 1958: Von der Erde zum Mond (From the Earth to the Moon)